# هوارد کلیفتون براون
هوارد کلیفتون براون (انگلیسی: Howard Clifton Brown; ۳ آوریل ۱۸۶۸ – ۱۱ سپتامبر ۱۹۴۶) نظامی و سیاست‌مدار اهل بریتانیا بود.